# 第一代西顿男爵约翰·科尔本

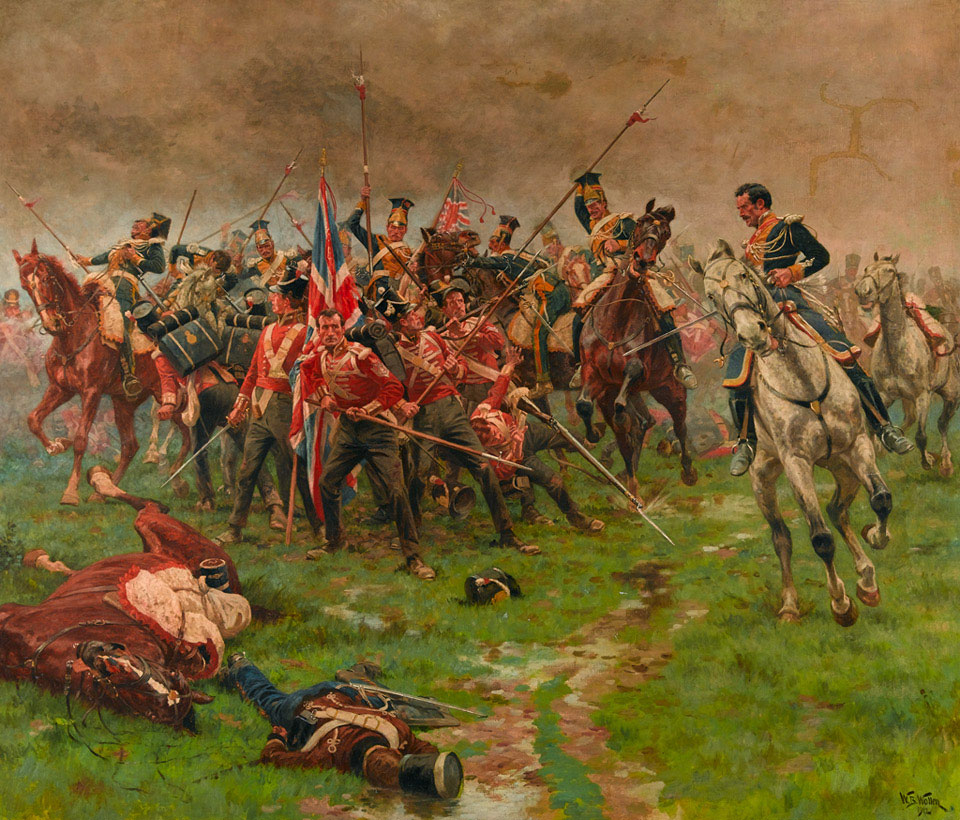
科尔本指挥的步兵旅在拉阿尔武埃拉战役中全军覆没

第一代西顿男爵约翰·科尔本陆军元帅 GCB，GCMG，GCH，PC (Ire)（1778年2月16日—1863年4月17日）是一位英国陆军军官和殖民地总督。科尔本曾以下级军官的身份参加了英俄入侵荷兰、远征埃及和第三次反法同盟战役。科尔本后来还在科鲁尼亚战役中担任约翰·摩尔爵士的军事幕僚。科鲁尼亚战役后，科尔本指挥第66伯克郡步兵团第2营，后来指挥第52牛津郡步兵团参加了半岛战争的许多战役。在滑铁卢战役中，科尔本主动带领第52步兵团向前推进，占据了帝国卫队的侧翼，然后在多次齐射后向帝国卫队发起冲锋，并成功将法军击退。
科尔本在拿破仑战争后成为英属北美所有武装部队的总司令，并亲自指挥了下加拿大的圣厄斯塔什战役，于1837年12月成功击败叛军。之后，科尔本担任爱奥尼亚群岛的高级专员，后转任爱尔兰总司令。

## 早年和半岛战争
约翰·科尔本出生于汉普郡的利明顿，是同样来自利明顿的萨缪尔·科尔本（Samuel Colborne）和柯迪拉·安·科尔本（Cordelia Anne Colborne，婚前姓Garstin）的独生子。科尔本曾在伦敦基督公学和温彻斯特公学接受教育。1794年7月10日，科尔本被委任成为第20兰开斯特步兵团的少尉。1795年9月4日，科尔本晋升中尉，后于1799年8月11日晋升准上尉。科尔本参加了同年10月的阿尔克马尔战役，并在英俄入侵荷兰期间受伤。1800年1月12日，科尔本正式晋升上尉，并于隔年8月远征埃及，并再次负伤。
1806年7月，第三次反法同盟战役打响，科尔本随他的团被部署到意大利，科尔本在迈达战役中表现出色。他于同年成为亨利·福克斯将军的军事幕僚，后于1808年1月21日成为约翰·摩尔爵士的军事幕僚，获得少校军衔。同年5月，科尔本以幕僚身份陪同摩尔前往瑞典，后前往葡萄牙参与了1808年12月的贝纳文特之战和1809年1月的科鲁尼亚战役。摩尔临终前要求科尔本获得中校军衔，摩尔的遗愿在同年2月2日得到满足。1809年11月2日，科尔本转入第66伯克郡步兵团，随阿瑟·韦尔斯利的军队返回西班牙后，科尔本亲眼目睹了西班牙人在奥卡尼亚战役中的失败。科尔本在1810年9月的布萨科战役中指挥了一个步兵旅，后在隔年5月的拉阿尔武埃拉战役中指挥了第66步兵团的第2营，在那里他的部队几乎被法军的波兰第1维斯瓦枪骑兵团歼灭。在转移到第52步兵团后，科尔本于1812年1月参加了围攻罗德里戈城的行动，在那里他受了重伤，不得不返回英格兰。
在康复后，科尔本返回西班牙，并于1813年8月的圣塞瓦斯蒂安围城战中指挥第52步兵团，随后在1813年底临时指挥轻步兵师第2旅。在参加1813年的其余战役后，科尔本回到第52步兵团，并在1814年的奥尔泰兹战役、图卢兹战役和巴约讷战役中指挥该团。1815年1月4日，科尔本获得巴斯骑士指挥官勋章。

## 滑铁卢
1814年6月4日，科尔本以上校军衔成为摄政王的副官。在拿破仑逃离厄尔巴岛后，科尔本设法劝阻摄政王在威灵顿公爵的部队抵达前不要主动攻击法国军队。
在百日王朝战役中，科尔本一直担任第52步兵团团长。在滑铁卢战役的关键时刻，当帝国卫队攻击威灵顿薄弱的中央阵线时，科尔本的部队果断介入。科尔本主动率领第52步兵团向前推进，占据了与帝国卫队相对的侧翼位置，然后在向法军的侧翼多次齐射后，率领英军步兵发起冲锋，将法军驱散。弗雷德里克·亚当将军一看到科尔本的行动，便派出额外的部队支援他。科尔本的冲锋得以让威灵顿下达总攻指令。
1815年8月2日，科尔本获得奥地利玛丽亚·特蕾莎骑士勋章。拿破仑战争结束后，科尔本作为占领军的一部分留在法国。

## 根西岛
科尔本于1821年7月成为根西岛的副总督。后于1825年5月27日晋升少将。

## 加拿大

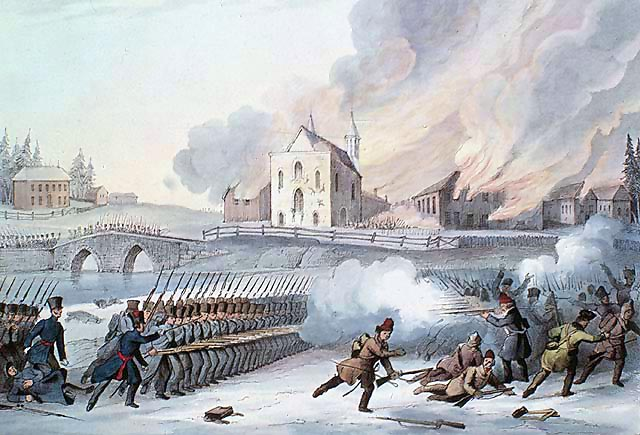
科尔本的部队在圣厄斯塔什战役中击败了叛乱分子并烧毁了教堂

1828年8月，科尔本被任命为上加拿大副总督。作为副总督，科尔本通过启动有组织的移民系统从英国本土引入移民，使该省的人口增加了70%。此外，科尔本还通过修建道路和桥梁的计划增加了通讯和交通基础设施，从而帮助定居点的发展。科尔本改变了立法会的结构，增加了财政自主权，并鼓励司法机构更加独立。1829年，科尔本建立了上加拿大学院，作为一所以根西岛伊丽莎白学院模式为基础的学校，目的是教育男孩成为未来的殖民地领导人。

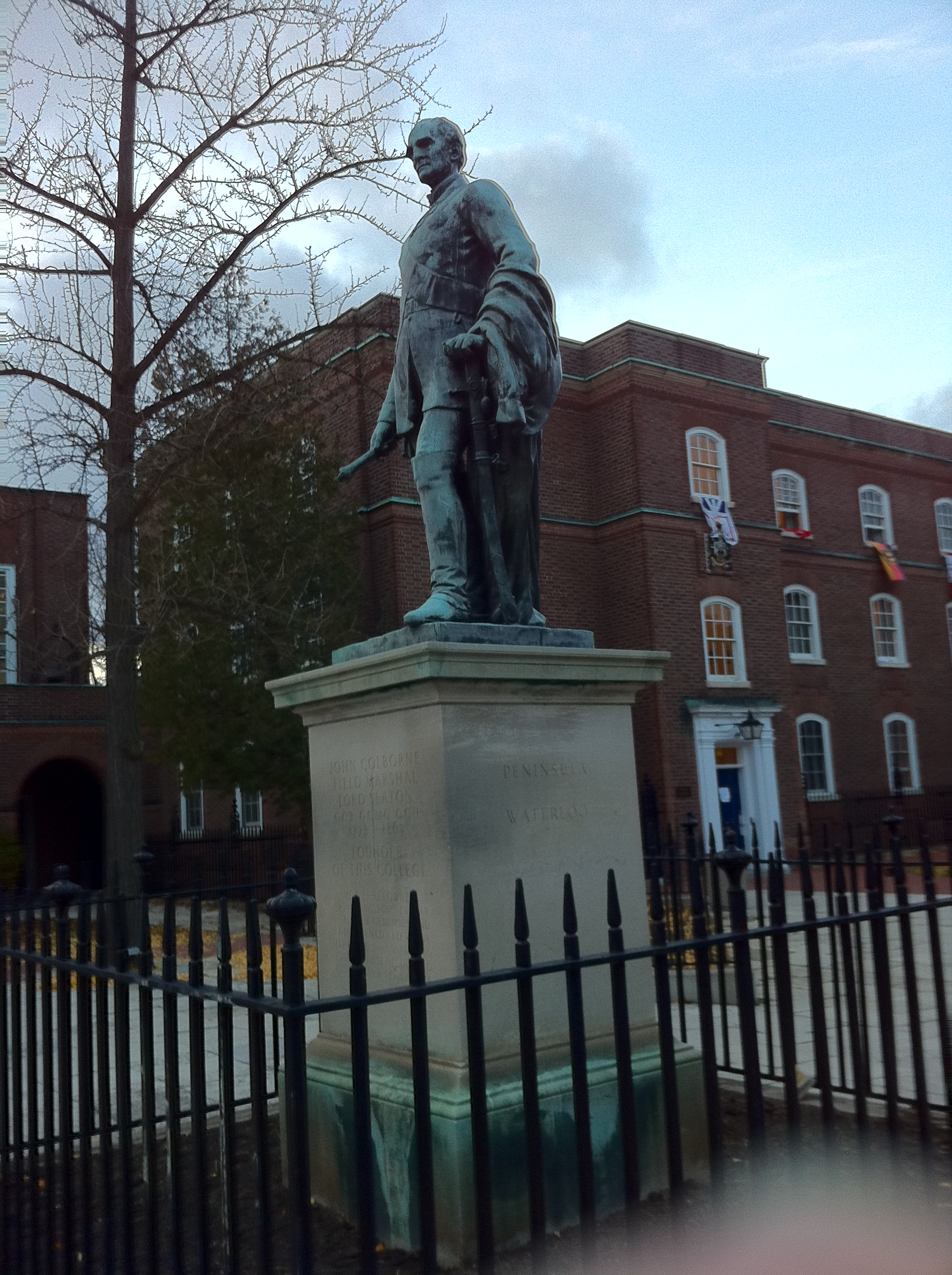
上加拿大学院的约翰·科尔本雕像

在科尔本担任驻军总司令期间，由权贵组成的家庭契约组织（Family Compact）公开抵制责任政府的政治原则。在其生命周期结束时，契约组织被达勒姆勋爵谴责为“一个小气腐败、傲慢无礼的托利党集团”。在由科尔本管理的上加拿大和由科尔本的上级戈斯福德勋爵总督直接管理的下加拿大，这种对责任政府的抵制，议会和行政部门之间在财政问题上的冲突，以及困难的经济形势，引发了1837年叛乱。
1836年1月，科尔本成为英属北美地区所有武装部队的总司令。1836年7月8日，科尔本获得代中将军衔。1837年12月，科尔本在圣厄斯塔什战役中亲自指挥进攻，击败了躲在教堂里的叛军。
1838年1月29日，科尔本获得巴斯骑士大十字勋章。在戈斯福德勋爵于同年2月辞职后，科尔本成为英属北美代总督。1791年的宪法此时在下加拿大被搁置，导致该殖民地的两院制议会解散。为了取代这些机构并协助管理下加拿大，科尔本成立了一个由24名成员组成的特别委员会。
在戈斯福德的正式继任者达勒姆勋爵于1838年5月27日到任之前，科尔本辞去了代理总督的职务。1838年6月28日，科尔本正式晋升中将。达勒姆只在加拿大呆了几个月，就于10月9日因此前对叛乱领袖的宽大政策受到英国政府的反对而提出辞职，并于11月1日乘船前往伦敦。达勒姆的离开导致科尔本再次成为代理总督。科尔本在11月镇压了第二次叛乱，并于12月14日正式成为英属北美总督。1839年10月，科尔本在他的继任者查尔斯·普莱特·汤姆森（Charles Poulett Thomson）抵达后离开了加拿大（此后不久，他将被提升为贵族，成为西德纳姆勋爵）。回到英格兰后，科尔本于同年12月5日成为德文郡西顿的西顿男爵。
为了表彰科尔本的贡献，依照维多利亚女王的想法，英国议会将为科尔本和接下来将继承男爵头衔的两名男性继承人支付2,000英镑的年金。

## 晚年生活
科尔本于1843年2月成为爱奥尼亚群岛高级专员。后于1854年6月20日晋升上将。科尔本于1855年转任爱尔兰驻军总司令。在1860年春季退役后，科尔本于同年4月1日晋升陆军元帅，并回到他位于斯帕克韦尔的家中。
科尔本还曾担任第94步兵团的名誉团长，第26喀麦隆步兵团的名誉团长和第2近卫步兵团的名誉团长。除此之外，科尔本还是亲王卫队步枪旅的旅长。1863年4月17日，科尔本在托基去世，葬于牛顿费勒斯的圣十字教堂墓地。
1866年11月，由乔治·亚当斯雕刻并由公众捐款资助的科尔本青铜雕像在德文波特的怀斯山完工，该雕像于1960年代初期移至克朗希尔的西顿军营，后于1990年代移至温彻斯特的半岛军营。乔治·亚当斯雕刻的另一座科尔本雕像竖立在加拿大多伦多的上加拿大学院。

## 家庭
1813年，科尔本与伊丽莎白·扬（Elizabeth Yonge）结婚；他们有三个女儿和五个儿子。

## 拓展阅读
- Barbero, Alessandro. . London: Atlantic Books. 2005. ISBN 1-84354-309-5.
- Heathcote, Tony. . Barnsley: Leo Cooper. 1999. ISBN 0-85052-696-5.
- Lee, Robert. . Toronto: Natural Heritage Books. 2004. ISBN 1-896219-94-2.